# Canbya
Canbya es un género  de plantas herbáceas de la familia de las papaveráceas. Comprende 2 especies descritas y aceptadas. Es originaria de Norteamérica.

## Descripción
Son plantas anuales; con savia incolora. Hojas basales (o algunas caulinas, opuestas), generalmente enteras , glabras. Inflorescencia con flores solitarias, generalmente  terminales y axilares. Las flores de color blanco o amarillo. El fruto ovado lineal u obovado, dehiscente con muchas semillas de 0,5 -1 mm , ovadas a reniformes , lisas, brillantes, de color marrón o negro.

## Taxonomía
El género  fue descrito por Parry ex A.Gray y publicado en Proceedings of the American Academy of Arts and Sciences 12: 51–52, pl. 1. 1877. La especie tipo es: Canbya candida Parry ex A.Gray		
Etimología
Canbya: nombre genérico otorgado en honor de William Marriott Canby (1831-1904), un empresario de Delaware, filántropo y ávido botánico. "Canby trabajó con luminarias como naturalista con John Muir, Charles Sprague Sargent del Arnold Arboretum de la Universidad de Harvard, el taxónomo Asa Gray y el arquitecto paisajista Frederick Law Olmsted. Mantuvo correspondencia con Charles Darwin, de quien se inspiró para finalmente terminar una obra de interés mutuo, las plantas insectívoras . Canby "me eleva hacia arriba", dijo Darwin. Canby estableció uno de los mejores herbarios en los Estados Unidos, lo vendió, y luego creó otro que él donó a la Delaware Museum of Natural History, del que fue el primer presidente.

## Especies
- Canbya aurea S.Watson
- Canbya candida Parry ex A.Gray